# Shadow of the Day
«Shadow of the Day» –en español: «Sombra del día»– es una canción de la banda de rock estadounidense Linkin Park. La canción fue lanzada como el tercer sencillo de su tercer álbum de estudio, Minutes to Midnight, el 16 de octubre de 2007. La primera actuación pública de Shadow of the Day fue durante la gira Projekt Revolution en Auburn, Washington, el 25 de julio de 2007. El 4 de septiembre de 2012, "Shadow of the Day", junto con "Breaking the Habit", "New Divide" y "Burn It Down", se lanzó en el "Linkin Park Pack 02" como contenido descargable para el videojuego Rock Band 3.

## Estructura y trasfondo

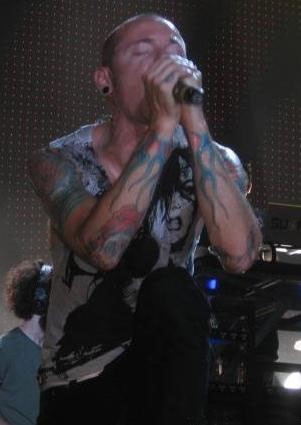
Chester Bennington actuando en Smirnoff Music Center en Dallas, Texas durante la gira Projekt Revolution, 2007

La banda experimentó con varias versiones diferentes del bucle de teclado, antes de decidirse por la que se utilizaría en la versión final. El cantante principal Chester Bennington explicó que usaron más de 60 ritmos diferentes para esta canción hasta que encontraron el adecuado. También usaron diferentes tipos de instrumentos como banjos al principio, experimentando con diferentes estilos hasta que se les ocurrió algo que encajaría con la pista.
Como "Breaking the Habit", "Shadow of the Day" usa muestras de grabaciones de conjuntos de cuerdas en vivo, interpretadas por Mike Shinoda. La canción está escrita en la tonalidad de B mayor, la primera tonalidad mayor que la banda ha usado. El coro se basa en la progresión I – V – vi – IV (B, F ♯, G ♯ m, E en la clave de si mayor) . En los versos, la progresión de acordes es la menos común vi – V – IV – IV (G ♯ m, F ♯ / A ♯, E, E ). El final de la versión del álbum de la canción, que es una pieza instrumental, se desvanece al comienzo de "What I've Done". Es la segunda pista más larga del álbum. Mike Shinoda solo canta las líneas "A veces los comienzos no son tan simples, a veces el adiós es el único camino" y los últimos tres coros "Y la sombra del día abrazará al mundo en gris, y el sol se pondrá para ti" con un tono de voz diferente pero con la misma nota de la parte de Chester.
Durante la gira Projekt Revolution, Chester Bennington estaba tocando la guitarra mientras también cantaba la letra al final de la canción. Estas ocasiones son muy raras para la banda, ya que Brad Delson es el guitarrista principal y Mike Shinoda generalmente toca la segunda parte de la guitarra, pero Shinoda usualmente toca el teclado en su lugar. Sin embargo, esta no es la primera canción en la que Bennington toca la guitarra, ya que "It's Goin' Down" también se interpretó con Bennington tocando la guitarra. Más tarde, Bennington también tocaría la guitarra rítmica en presentaciones en vivo de "Iridescent". Bennington también tocaría la guitarra rítmica en presentaciones en vivo de algunas canciones del álbum One More Light antes de su muerte en julio de 2017.
La canción fue remasterizada para iTunes en 2013, con un nuevo arreglo de cuerdas.

## Video musical
El video para la canción fue dirigido por el dj Joe Hahn y fue lanzado a Internet el 17 de octubre de 2007. El video muestra a Chester Bennington despertando. Su despertador marca las 11:55 PM como el actual Doomsday Clock ("Reloj del Apocalipsis"), haciendo referencia al título del álbum "Minutes to Midnight" y a la canción que es la quinta en el álbum. El video dura más de cuatro minutos, de manera que el tiempo al final sería 11:59 PM, o un minuto para la medianoche. Chester ve entonces las noticias mientras come, se lava, se viste, y va fuera. A continuación entra a en un mundo desgarrado por la guerra, donde la masa es el caos subsiguiente en las calles de la ciudad. Hay mucha violencia, tiroteos, golpes y una multitud manifestante. Cerca del final del video, un joven prende un coche, la policía se aleja y el coche estalla en llamas. Después de eso la policía comienza a disparar a la multitud provocando que empiecen a huir. Chester se encuentra delante de la quema de automóviles. Luego se vuelve hacia las llamas, y el video se desvanece a negro.
Éste es el único vídeo hasta el momento en el que sólo aparece Chester; por lo que, Brad, Rob, Mike, Joe y Phoenix, están ausentes en el mismo, excepto Joe ya que él dirige el video y ha estado con Chester durante toda la filmación del video. El vídeo no es totalmente doblado por la canción, así pues, los efectos sonoros que se producen en el vídeo se pueden escuchar. También es interesante observar cuando el video musical fue lanzado a través de Internet, durante la escena en que una persona es impactada por un policía contra un automóvil, los efectos de sonido de la botella de vidrio que arrojaron y el estallido del coche está fuera de sincronización con el video. Este problema, no obstante, se arregló en la página oficial de la banda en YouTube.
El videoclip de "Shadow Of The Day" ganó el premio a Mejor video de rock en los MTV Video Music Awards 2008, en el que también fue nominado para Mejor dirección en un video.

## Lista de canciones
- CD 1

1. "Shadow of the Day" - 4:16
2. "Bleed It Out" (En vivo desde el Projekt Revolution, Holmdel, 29/08/08) - 6:07

- CD 2

1. "Shadow of the Day" - 4:16
2. "Bleed It Out" (En vivo desde el Projekt Revolution, Holmdel, 29/08/08) - 6:07
3. "No More Sorrow" (Third Encore Session) - 3:45

- 7"

1. "Shadow of the Day" - 4:16
2. "No More Sorrow" (Third Encore Session) - 3:45

## Músicos
- Chester Bennington: voz, guitarra rítmica
- Rob Bourdon: batería, coros
- Brad Delson: guitarra líder, coros
- Joe Hahn: disk jockey, sampling, coros
- Mike Shinoda: sintetizador, coros
- Dave Farrell: bajo, coros

## Posicionamiento
| Listas 2008                       | Posición |
| --------------------------------- | -------- |
| Australia ARIA Singles Chart      | 15       |
| Austria Singles Top 75            | 6        |
| Billboard Hot 100                 | 15       |
| Billboard Pop 100                 | 9        |
| Billboard Hot Modern Rock Tracks  | 2        |
| Billboard Mainstream Rock Tracks  | 6        |
| Billboard Adult Top 40            | 6        |
| Billboard Hot Digital Songs       | 16       |
| Brasil Hot 100                    | 31       |
| Canadian Hot 100                  | 12       |
| República Checa                   | 14       |
| Ecuador Airplay Chart             | 1        |
| Francia Singles Chart             | 20       |
| Alemania Singles Chart            | 12       |
| Israel Singles Chart              | 3        |
| Letonia Singles Chart Top 40      | 5        |
| Nueva Zelanda RIANZ Singles Chart | 13       |
| Polonia Singles Top 50            | 5        |
| Portugal Singles Top 50           | 18       |
| Singapur Top 20 Chart             | 1        |
| Suecia Singles Chart              | 20       |
| Suiza Singles Chart               | 11       |
| UK Singles Chart                  | 46       |